# 鹿児島県立伊集院高等学校
鹿児島県立伊集院高等学校（かごしまけんりついじゅういんこうとうがっこう）は、鹿児島県日置市伊集院町郡にある県立の高等学校。2011年度より伊集院高校が含まれる日置学区は鹿児島学区に吸収された。

## 沿革

### 鹿児島県立伊集院中学校
- 1923年4月10日 - 鹿児島県立伊集院中学校開校認可[1]。
- 1923年5月28日　10月28日 - 起工式挙行、この日を本校創立記念日とする。
- 1924年4月8日 - 第一回入学式挙行。
- 1929年1月8日 - 校旗制定。
- 1929年2月26日 - 校歌制定。
- 1934年10月20日 - 創立10周年記念図書館落成。
- 1939年10月28日 - 創立15周年記念式典挙行。

### 鹿児島県立伊集院高等学校
- 1948年4月1日 - 学制改革により鹿児島県伊集院高等学校並びに併設中学校として発足、伊集院町立定時制高等学校併置。
- 1948年12月1日 - 伊集院町立定時制高等学校、本校校舎を借用。
- 1949年3月3日 - 新制高等学校第1回卒業式並びに併設中学校最終卒業式挙行。
- 1949年4月20日 - 町立定時制高等学校旧校舎を県伊集院高等学校敷地内に移転、改築に着手。
- 1949年9月29日 - 移転改築落成式挙行。
- 1950年4月1日 - 町立定時制高等学校、県立移管。
- 1951年10月 - 校歌制定。
- 1952年3月 - 校旗制定。
- 1956年4月1日 - 鹿児島県立伊集院高等学校と改称。
- 1959年3月31日 - 定時制課程廃止。
- 2010年4月1日 - 学区合併により、学区が日置学区から鹿児島学区になる。

## 校章
旧制伊集院中学校
三種の神器である八咫鏡、八尺瓊勾玉、天叢雲剣を、「中」の文字に図案化したもの。
伊集院高等学校
賞金10円（当時）で生徒より公募。生徒･職員による投票の結果、当時の在校生の作品が選ばれ、それに選考委員の教諭が修正を加えた。他に、伊集院の地名にちなんだ「いすの花」の図案化の案もあった。

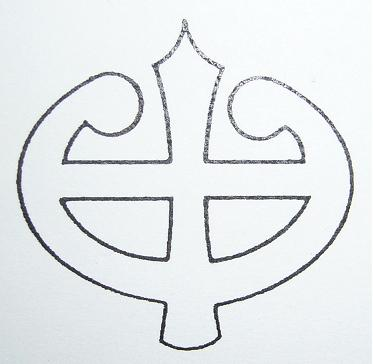
旧制伊集院中学校校章
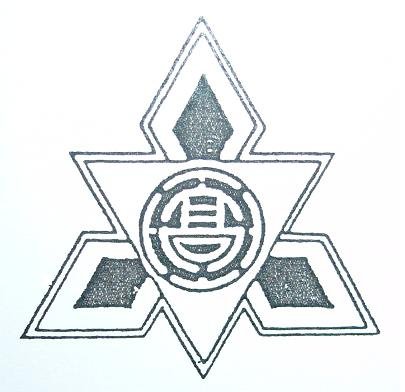
伊集院高等学校校章

## 校訓
- 自立
- 忍耐
- 友愛
- 公徳

## 「若き眸」
校歌の曲名で、かつ各記念誌の題名でもある。

## 設置学科
- 全日制 普通科

## 関係者

### 著名な出身者
- 赤崎義則（旧制中） - 鹿児島市長、全国市長会会長
- 宮路高光 - 伊集院町長、日置市長
- 石神兼文（旧制中） - 法学者（民法、財産法）、鹿児島大学第6代学長・名誉教授
- 勝目梓（中退） - 小説家
- 酒井綱一郎 - 記者、日本経済新聞社役員、日経BP役員
- ジミー入枝 - ラジオパーソナリティ、ミュージシャン
- 鵜狩道夫 - プロ野球選手
- 竹之内徹 - プロ野球選手
- 緒方景俊（旧制中） - 大日本帝国陸軍軍人、航空自衛官（第8代航空幕僚長）
- 黒江保彦（旧制中） - 大日本帝国陸軍軍人、航空自衛官

### 著名な教職員
- 土井美夫（旧制中教員） - 植物学者